# 沙尔奈
沙尔奈（法語：Charnay，法語發音：[ʃaʁnɛ]）是法国罗讷省的一个市镇，属于索恩河畔自由城区。

## 地理
沙尔奈（45°53'26"N, 4°40'6"E）面积7.06 平方千米，位于法国奥弗涅-罗讷-阿尔卑斯大区罗讷省，该省份为法国中东部省份，北起顺时针与索恩-卢瓦尔省、安省、里昂大都会、伊泽尔省和卢瓦尔省接壤。
与沙尔奈接壤的市镇（或旧市镇、城区）包括：圣让德维涅、巴尼奥勒、阿泽尔格河畔贝尔蒙、沙蒂永、马尔西、莫朗塞。

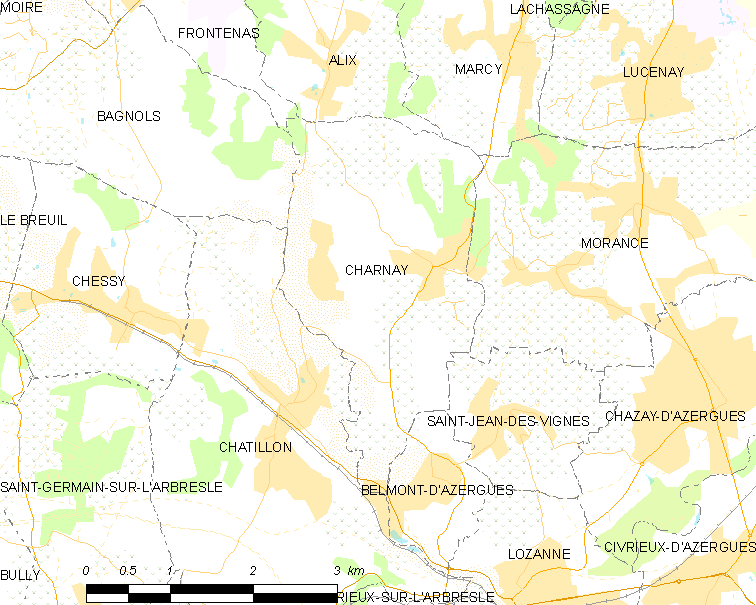
沙尔奈的OSM定位图

沙尔奈的时区为UTC+01:00、UTC+02:00（夏令时）。

## 行政
沙尔奈的邮政编码为69380，INSEE市镇编码为69047。

## 政治
沙尔奈所属的省级选区为瓦勒德万县。

## 人口

1962-2008年间沙尔奈人口变化图示

沙尔奈于2022年1月1日时的人口数量为1031人。